# Ferdinand de Saussure
Ferdinand de Saussure [fɛʁdinɑ̃ də sosyʁ] (26. listopadu 1857, Ženeva – 22. února 1913, Vufflens-le-Château u Morges) byl švýcarský jazykovědec, profesor na univerzitě v Ženevě, jeden ze zakladatelů strukturalistické lingvistiky. Ovlivnil vývoj lingvistiky, sémiotiky, antropologie, literární vědy a estetiky. Navázali na něj autoři jako například Claude Lévi-Strauss, Edward Sapir nebo Noam Chomsky.

## Život
Ferdinand Mongin de Saussure již od malička vykazoval známky nesmírného talentu a intelektuálních schopností. Po roce studia latiny, řečtiny, sanskrtu a řady dalších kurzů na Ženevské univerzitě, začal v roce 1876 pracovat na Lipské univerzitě. Po dvou letech, ve věku 21 let, studoval Saussure rok v Berlíně, kde napsal svou jedinou plnohodnotnou práci Mémoire sur le système primitif des voyelles dans les langues indo-européenes (Pojednání o primitivním vokalickém systému v indoevropských jazycích). Vrátil se do Lipska, kde získal v roce 1880 doktorát. Brzy poté se Saussure přemístil do Paříže, kde přednášel starobylé a moderní jazyky. V Paříži působil 11 let, v roce 1891 se vrátil do Ženevy. Po zbytek svého života přednášel sanskrt a indoevropštinu na Ženevské univerzitě. V roce 1906 začal Saussure vyučovat Kurz obecné lingvistiky a věnoval se mu až do své smrti v roce 1913.

## Kurs obecné lingvistiky
Saussurovo nejvlivnější dílo, Kurs obecné lingvistiky (Course de linguistique générale, česky 1989 v překladu Františka Čermáka), bylo vydáno po jeho smrti v roce 1916. Učinili tak jeho bývalí žáci Charles Bally a Albert Sechehaye na základě studentských poznámek ze Saussurových přednášek na Ženevské univerzitě. Kurs se stal jedním z kanonických děl lingvistiky 20. století. Nestalo se tak primárně kvůli jeho obsahu (mnoho myšlenek bylo již předtím předvídáno jinými jazykovědci 20. století), spíše pro inovativní přístup, který Saussure při pojednání lingvistických jevů použil.
V Kursu Saussure zavedl několik rozlišení, která se později stala důležitou součástí nejen lingvistiky, ale také dalších přístupů v různých oborech, které se opíraly o strukturalismus. Jazyk Saussure definoval jako systém, jehož části jsou vymezeny pozicí v celku, resp. odlišnostmi od ostatních prvků. Saussure tvrdil, že v jazyce existují pouze rozdíly. Jazyk coby systém nelze zaměňovat za konkrétní promluvy, které jsou jeho realizací. Zde má kořeny jeho rozlišení právě mezi jazykem jakožto systémem a samotnou mluvou. Studium jazyka rozštěpil na synchronní a diachronní. Synchronní lingvistika popisuje jazyk v jeho momentálním stavu. Zabývá se vztahy mezi jeho prvky, které vytvářejí systém. Zatímco diachronní lingvistika se zaměřuje na vývoj jazyka. Snaží se postihnout změny jazykových prvků.
Vlivnou se stala jeho koncepce jazykového znaku. Ten se skládá jednak z označujícího, který má být mentální reprezentací materiální stránky znaku, a jednak z označovaného, kterým je míněn obecně sdílený pojem. Vztah mezi označujícím a označovaným je arbitrární, tj. neexistuje žádná motivace, proč například označující "pes" označuje zrovna pojem psa.
Saussure rovněž vymezil dva typy vztahů, do kterých jazykové znaky vstupují: syntagmatické a asociativní. V syntagmatických jde o to, jak se k sobě znaky vážou v řetězci promluvy, například do slovních spojení nebo do vět. Asociativní vztahy vytvářejí různé skupiny znaků podle toho, co mají společného. Může jít například o předpony, přípony, koncovky apod. Později se tyto vztahy začaly označovat výrazem paradigmatické.

## Laryngální teorie
Saussure, ještě jako student, publikoval důležitou práci o indoevropské filologii, ve které předložil teorii sonantních koeficientů v praindoevropštině, aniž by blíže definoval jejich fonetickou podobu. Skandinávský vědec Hermann Möller navrhl, že by mohlo jít o laryngální konsonanty, což vedlo ke vzniku laryngální teorie. Má se zato, že právě ty problémy, kterým Saussure čelil ve snaze vysvětlit, jak dokázal formulovat systematické a prediktivní hypotézy o neznámých lingvistických datech na základě těch známých, podnítily rozvoj strukturalismu. Saussurovy předpoklady o existenci prapůvodních koeficientů/laryngál a jejich vývoji se potvrdily jako pravdivé o padesát let později po nálezu a rozluštění chetitštiny.

## Fotogalerie

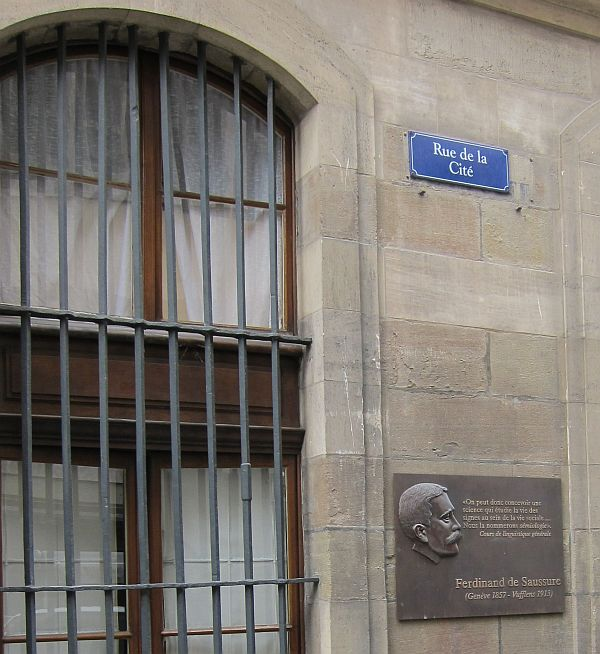
Pamětní deska na jeho rodném domě v Ženevě
Saussurova teorie znaku (viz Popisující (název) x Popisovaná (věc) )